# William Coucheron-Aamot
William Coucheron-Aamot, född 29 januari 1868 i Stavanger, död 22 maj 1948, var en norsk skriftställare.
Coucheron-Aamot blev 1889 sekondlöjtnant i norska marinen och begav sig 1890 till Kina, där han under två år tjänstgjorde som tullöjtnant på en kanonbåt. Han företog därefter en resa till Kinesiska muren och återvände sedan över Japan och USA till hemlandet.
Sina minnen från dessa resor och vistelsen i Kina publicerade Coucheron-Aamot först i korrespondensartiklar till "Morgenbladet" i Kristiania och sedan i flera böcker, Fra den kinesiske mur til Japans hellige bjærg (1893), Kineserne og den kristne mission (1894) och Gennem de gules land og krigen i Østasien (1895, "Kriget mellan Japan och Kina", 1897).
Efter hemkomsten hade Coucheron-Aamot en tid anställning i indredepartementets konsulatavdelning samt utnämndes 1898 till tullassistent i Kristiania. Han utgav 1901 det rikt illustrerade praktverket Det norske folk paa land og sø, en populär översikt av Norges krigshistoria till freden i Kiel.